# Баркс, Карл
Карл Баркс (англ. Carl Barks; 27 марта 1901 — 25 августа 2000) — известный диснеевский художник-иллюстратор и автор комиксов. Является автором вымышленного города Даксбург, послужившего сеттингом для мульт- и комиксного сериала «Утиные истории». За свои сценарии и иллюстрации получил прозвище Человек-утка. Уилл Айснер, отец современного комикса, называл его Андерсеном комиксов.

## Биография

### Ранние годы
Баркс родился в городе Мерилл штата Орегон. Рассказывая о своём детстве, Карл отмечал, что ему приходилось часто испытывать чувство одиночества. Его родителям-фермерам принадлежал участок земли площадью около одной квадратной мили (2.6 км²). Ближайший в округе сосед жил примерно в километре от них, но был для родителей Баркса скорее знакомым, чем другом. Самая близкая школа находилась в трёх километрах от дома, и маленький Карл по пути на учёбу был вынужден ежедневно преодолевать это расстояние.
В 1908 году отец Баркса в надежде увеличить доход перевёз свою семью в город Мидленд штата Орегон. Здесь они основали новую животноводческую ферму и стали продавать свою продукцию на местную скотобойню. В 1911 году они переехали в Калифорнию в Санта-Розу, но на новом месте дела Барксов шли довольно скверно, и из-за возникших финансовых трудностей им пришлось возвратиться в Меррилл.
1916 год по разным причинам стал поворотным моментом в жизни пятнадцатилетнего Карла. Во-первых, в этот год скончалась его мать. Во-вторых, у него возникли серьёзные проблемы со слухом (позднее он вынужден будет приобрести слуховой аппарат, которым будет пользоваться на протяжении всей жизни). В-третьих, из-за проблем со слухом, которые постоянно вносили свой негативный вклад в учёбу, ему пришлось приостановить процесс обучения.

### Поиск работы
После этого Баркс начал работать. Он часто менял рабочее место и попробовал себя на различных поприщах (фермером, токарем, лесорубом, печатником и т. п.), но так и не смог добиться значительного успеха. Впоследствии этот период жизни окажет влияние на его самых известных персонажей комиксов — Дональда Дака и Скруджа Макдака. Как говорил сам Карл Баркс, с подобными ситуациями он знаком не понаслышке.
В это время Баркс начал подумывать о том, как бы сочетать и работу, и его любимое хобби — рисование. Рисованием он увлекался с раннего детства, копируя рисунки своих любимых художников комиксов. До своих шестнадцати лет он в основном учился рисовать самостоятельно, но всё же решился взять несколько уроков. Однако после первых четырёх занятий ему пришлось приостановить обучение, так как из-за работы у него почти не оставалось времени на подобные занятия. Но впоследствии он заявлял, что эти уроки существенно помогли ему в совершенствовании своего стиля.
В декабре 1918 года Баркс покинул своего отца и уехал в поисках работы в Сан-Франциско. Там он устроился на работу в небольшое издательство, пытаясь продавать свои рисунки в газеты и другие печатные издание, но с малым успехом.
В то время он встретил свою первую жену — Пёрл Тёрнер, на которой женился в 1921 году. У них родились две дочери — Пегги (1923) и Дороти (1924).
В 1923 году Баркс вернулся в Меррилл, где некоторое время вновь проработал фермером. Вскоре ему удалось продать несколько своих рисунков в журнал Judge, а позднее — устроиться редактором в мужской журнал Calgary-Eye-Opener. В то же время он продолжил продавать свои графические работы в сторонние издания.
В 1930 году Баркс развёлся с женой и вскоре переехал в Миннеаполис, где базировался Calgary-Eye-Opener. Там он встретил Клару Бэлкен, которая в 1938 году стала его второй женой.

### Работа и творчество
В ноябре 1935 года он узнал, что Уолт Дисней ищет новых художников для своей студии. Баркс решил попытать счастья. Он был утверждён на пробы, что вскоре повлекло за собой переезд в Лос-Анджелес. Карл стал одним из двух нанятых на работу практикантов. Его начальная зарплата составляла 20 долларов в неделю. Свою работу в студии Диснея он начал в 1935 году — год спустя после дебюта Дональда Дака, который состоялся 9 июня 1934 года в короткометражном анимационном фильме «Маленькая умная курочка» («The Wise Little Hen»). Сначала он выполнял роль одного из аниматоров-помощников, но в 1937 году был переведён в отдел составления сценариев.
Нарастающая военная напряжённость в мире негативно повлияла на работу студии, и в 1942 году Баркс был вынужден покинуть работу. Незадолго до ухода он подрабатывал в качестве художника комиксов, создав около половины иллюстраций для комикса «Дональд Дак ищет пиратский клад» («Donald Duck Finds Pirate Gold»), вышедшего в октябре 1942 года. Эта история стала первым оригинальным комиксом о Дональде Даке, изданном в американском журнале комиксов. Однако это не была его первая работа над комиксами, так как ранее в том же году он работал над сценарием книжки «Плуто спасает корабль» («Pluto Saves the Ship»). После ухода из студии Диснея Баркс уехал в Калифорнию, где намеревался организовать собственную птицеферму.
Вскоре он устроился на работу в издательство Western Publishing, где начал непосредственно работать над комиксами о Дональде Даке. В 1943 году вышла его десятистраничная история «Сад победы» («The Victory Garden»), которая стала первой из примерно пятисот работ Баркса, выпущенных для Western Publishing, над которыми он трудился на протяжении следующих трёх десятилетий. Главных героев своих комиксов — Дональда и его племянников (Хьюи, Дьюи и Луи, также известными как Билли, Вилли и Дилли) — он окружил новыми эксцентричными персонажами. Среди них: Скрудж Макдак, самый богатый селезень в мире; Глэдстоун Гусак, невероятно счастливый кузен Дональда; братья Гавс, незадачливые преступники; Флинтхарт Гломгольд, главный конкурент Скруджа; колдунья Магика де Гипноз и другие.
Творческие успехи отрицательно сказались на его семейной жизни, и в 1951 году Баркс развёлся с Кларой. В 1954 году он женился в третий раз. Его новой женой стала художница Маргарет Вильямс, с которой он познакомился на выставке изобразительного искусства.

### Поздние годы
В 1966 году Баркс вышел на пенсию, но тем не менее некоторое время продолжал писать комиксы для Western Publishing. Вскоре он начал писать картины, которые стал продавать на местных выставках. На них он изображал юмористические сцены из жизни на ферме, а также портреты коренных американцев. В 1975 году одна из первых картина Баркса была продана на аукционе по цене 2 500 долларов. Впоследствии цены и спрос на его работы постоянно росли, и в 1976 году его картина «Четвёртое июля в Дакбурге» была продана по рекордной цене — 6 400 долларов.
В 1981 году Баркс принял участие в работе над изданием книжки комиксов о Скрудже Макдаке, выпущенной ограниченным тиражом. C 1993 по 1998 гг. он управлял основанной им «Студией Карла Баркса», организовавшей в 1994 году тур по 11 странам Европы для продвижения собственных работ.
В период с 1994 по 1998 год в десяти музеях Европы была проведена выставка-ретроспектива работ Баркса, которую посетило более 400 000 человек.
Скончался Карл Баркс 25 августа 2000 года в своём новом доме в Грантс-Пассе, не дожив нескольких месяцев до столетия.

## Интересные факты
- Американский журнал The Comics Journal включил комиксы о Дональде Даке в список сотни лучших англоязычных комиксов XX века, где он занял 6 место. Комиксы Баркса о Дяде Скрудже в этом списке заняли 20 место[6].
- Карл Баркс создал один из комиксов про Энди Панду, опубликованный в 1943 году (New Funnies 76).
- В честь Карла Баркса был назван один из астероидов — 2730 Баркс[7].
- Видеоигра Donald Duck: Goin' Quackers[англ.] была посвящена памяти Карла Баркса.